# ShamRain
ShamRain – fiński zespół, grający melancholic rock. Kapela została założona w 2000 roku. Założycielami zespołu są Janne Jukarainen (odszedł z zespołu) i Matti Reinola.
Pierwszym wokalistą grupy był Mika Tauriainen (występuje w zespole Entwine), jednak odszedł on w 2009 roku. Jego miejsce zajęła Minna Sihvonen. 
Pierwszy album grupy "Empty World Excursion" wyszedł w 2003 roku. W 2005 roku wyszedł drugi album grupy zatytułowany "Someplace Else". Trzeci i zarazem ostatni album, na którym śpiewa Mika Tauriainen, wyszedł w 2007 roku a jego nazwa to "Goodbye to All That". Zespół po zmianie wokalisty wydał jak na razie tylko jeden album "Isolation" z 2011 roku.

## Członkowie zespołu
- Minna Sihvonen - śpiew
- Kalle Pyyhtinen - gitara
- Jukka Laine - gitara basowa
- Mikko Kolari - gitara
- Matti Reinola - perkusja

## Byli członkowie
- Mika Tauriainen - śpiew
- Janne Jukarainen - gitara
- Risto Ylönen - gitara

## Albumy
- Empty World Excursion (2003)
- Someplace Else (2005)
- Goodbye to All That (2007)
- Isolation (2011)

## EP
- Pieces (2002)
- ShamRain (2004)
- Deeper into the Night (2006)